# Mount McDonald
Mount McDonald är ett berg i Antarktis. Det ligger i Östantarktis. Nya Zeeland gör anspråk på området. Toppen på Mount McDonald är 2 470 meter över havet, eller 35 meter över den omgivande terrängen. Bredden vid basen är 0,62 km.
Terrängen runt Mount McDonald är huvudsakligen kuperad, men åt sydost är den bergig. Trakten är obefolkad. Det finns inga samhällen i närheten.